# Olympiade d'échecs de 2022
Navigation
Édition précédente Édition suivante
L'Olympiade d'échecs de 2022, la 44e édition de la compétition, se tient du 28 juillet au 10 août 2022 à Chennai, après avoir été reportée de deux ans à la suite de la pandémie de Covid-19. En mars 2022, l'Olympiade a également été déplacée en Inde après l'invasion de l'Ukraine par la Russie en 2022.

## Organisation
L'Olympiade d'échecs de 2022 se tient du 28 juillet au 10 août 2022 à Chennai en Inde,. La compétition devait initialement se dérouler à Khanty-Mansiïsk, puis à Moscou en Russie en 2020, mais l'Olympiade a été reportée en 2022 à la suite de la pandémie de Covid-19. Puis en mars 2022, l'Olympiade a été déplacée en Inde après l'invasion de l'Ukraine par la Russie en 2022.
La compétition voit s'opposer des équipes de 4 joueurs (avec éventuellement un remplaçant) qui s'affrontent sur quatre échiquiers. Onze rondes successives sont programmées, avec un appariement des différentes équipes par système suisse. La cadence de jeu de 90 minutes par joueur pour les 40 premiers coups, puis 30 minutes par joueur pour le reste de la partie. Chaque joueur se voit également crédité d'un incrément de 30 secondes par coup. Le règlement interdit les matchs nuls d'un commun accord avant le 30e coup.
L'assemblée générale de la Fédération internationale des échecs (FIDE) a lieu pendant l'Olympiade le 7 août, et vote pour la réélection de son président Arkady Dvorkovitch, avec Viswanathan Anand comme vice-président,.

### Nations participantes
La compétition est séparée en deux catégories, l'une est appelée « Open (mixte) » et peuvent y participer tous les joueurs de chaque sexe sélectionnés par leur fédération, et l'autre est la « Féminines » qui est réservée aux joueuses. Il y a 187 équipes participantes en catégorie mixte, et 161 en catégorie féminines,.
À la suite de l'invasion de l'Ukraine par la Russie en 2022, la FIDE décide d'exclure de la compétition la Russie et la Biélorussie,,. La Chine prend également la décision de ne pas présenter d'équipe dans aucune des catégories, le pays limitant fortement la sortie de ses citoyens du pays depuis la pandémie de Covid-19. Enfin, le Pakistan prend prétexte du passage de la torche indienne via le Cachemire le 21 juillet 2022 pour se retirer aussi du tournoi.
En l'absence de la Russie et de la Chine, les États-Unis se retrouvent favoris de la compétition mixte, alignant une équipe très forte avec 4 joueurs à plus de 2700 elo : Fabiano Caruana, Levon Aronian, Wesley So et Leinier Dominguez Perez. Chez les femmes en début de tournoi, ce sont l'Inde et l'Ukraine qui deviennent fortement candidates à la victoire finale.

## Tournoi open (mixte)

### Résultats
| Classement final | Classement final | Points | Départage | Matchs gagnés | Matchs nuls | Matchs perdus | Composition des équipes                                      |
| ---------------- | ---------------- | ------ | --------- | ------------- | ----------- | ------------- | ------------------------------------------------------------ |
| 1er              | Ouzbékistan      | 19     | 435       | 8             | 3           | 0             | Abdusattorov, Yakubboev, Sindarov, Vakhidov, Vokhidov        |
| 2e               | Arménie          | 19     | 382,5     | 9             | 1           | 1             | Sargissian, Melkumyan, Ter-Sahakyan, Petrosyan, Hovhannisyan |
| 3e               | Inde 2           | 18     | 427,5     | 8             | 2           | 1             | Gukesh, Nihal, Praggnanandhaa, Adhiban, Sadhwani             |
| 4e               | Inde             | 17     | 409       | 7             | 3           | 1             | Harikrishna, Gujrathi, Arjun, Narayanan, Sasikiran           |
| 5e               | États-Unis       | 17     | 352       | 7             | 3           | 1             | Caruana, Aronian, So, Domínguez, Shankland                   |
| 6e               | Moldavie         | 17     | 316,5     | 7             | 3           | 1             | Schitco, Macovei, Hamițevici, Baltag, Ceres                  |
| 7e               | Azerbaïdjan      | 16     | 351,5     | 7             | 2           | 2             | Mamedyarov, Mamedov, Guseinov, Durarbayli, Abasov            |
| 8e               | Hongrie          | 16     | 341,5     | 7             | 2           | 2             | Erdős, Berkes, Bánusz, Kantor, Ács                           |
| 9e               | Pologne          | 16     | 322,5     | 6             | 4           | 1             | Duda, Wojtaszek, Piorun, Moranda, Bartel                     |
| 10e              | Lituanie         | 16     | 297       | 7             | 2           | 2             | Laurušas, Stremavičius, Jukšta, Pultinevičius, Kazakouski    |

### Médailles individuelles
| Échiquier     | Médaille d'or     | Perf. Elo | Médaille d'argent     | Perf. Elo | Médaille de bronze  | Perf. Elo |
| 1er échiquier | Dommaraju Gukesh  | 2 867     | Nodirbek Abdusattorov | 2 803     | Magnus Carlsen      | 2 803     |
| 2e échiquier  | Nihal Sarin       | 2 774     | Nikólas Theodórou     | 2 764     | Nodirbek Yakubboev  | 2 759     |
| 3e échiquier  | David Howell      | 2 898     | Arjun Erigaisi        | 2 767     | R. Praggnanandhaa   | 2 767     |
| 4eéchiquier   | Jahongir Vakhidov | 2 813     | Paulius Pultinevičius | 2 787     | Jaime Santos Latasa | 2 729     |
| 5e échiquier  | Mateusz Bartel    | 2 778     | Robert Hovhannissian  | 2 679     | Volodymyr Onyshchuk | 2 642     |

## Tournoi féminin

### Résultats
| Classement final | Classement final | Points | Départage | Matchs gagnés | Matchs nuls | Matchs perdus | Composition des équipes                                     |
| ---------------- | ---------------- | ------ | --------- | ------------- | ----------- | ------------- | ----------------------------------------------------------- |
| 1er              | Ukraine          | 18     | 413,5     | 7             | 4           | 0             | M. Mouzytchouk, A. Mouzytchouk, Ushenina, Bouksa, Osmak     |
| 2e               | Géorgie          | 18     | 392       | 8             | 2           | 1             | Dzagnidzé, Batsiachvili, Javakhichvili, Melia, Arabidzé     |
| 3e               | Inde 1           | 17     | 396,5     | 8             | 1           | 2             | Koneru, Harika, Vaishali, Sachdev, Kulkarni                 |
| 4e               | États-Unis       | 17     | 390       | 8             | 1           | 2             | Tokhirjonova, Krush, Yip, Zatonskih, Abrahamyan             |
| 5e               | Kazakhstan       | 17     | 352       | 8             | 1           | 2             | Abdumalik, Assaubayeva, X. Balabayeva, Nakhbayeva, Nurgali  |
| 6e               | Pologne          | 16     | 396       | 7             | 2           | 2             | Kachlinskaïa, Soćko, Kiołbasa, Lewandowski, Rudzińska       |
| 7e               | Azerbaïdjan      | 16     | 389       | 7             | 2           | 2             | Mammadzada, Mammadova, Beydullayeva, Balajayeva, Fataliyeva |
| 8e               | Inde 2           | 16     | 369,5     | 7             | 2           | 2             | Agrawal, Rout, Swaminathan, Gomes, Deshmukh                 |
| 9e               | Bulgarie         | 16     | 361       | 7             | 2           | 2             | Salimova, Peycheva, Krasteva, Antova, Radeva                |
| 10e              | Allemagne        | 16     | 344,5     | 8             | 0           | 3             | Pähtz, Heinemann, Klek, Wagner, Schneider                   |

### Médailles individuelles
| Échiquier     | Médaille d'or        | Perf. Elo | Médaille d'argent  | Perf. Elo | Médaille de bronze | Perf. Elo |
| 1er échiquier | Pia Cramling         | 2 532     | Eline Roebers      | 2 532     | Zhansaya Abdumalik | 2 529     |
| 2e échiquier  | Nino Batsiachvili    | 2 504     | Anna Mouzytchouk   | 2 472     | Khanim Balajayeva  | 2 454     |
| 3e échiquier  | Oliwia Kiołbasa      | 2 565     | Anna Ushenina      | 2 528     | R. Vaishali        | 2 452     |
| 4eéchiquier   | Bat-Erdene Mungunzul | 2 460     | Maria Malicka      | 2 453     | Tania Sachdev      | 2 441     |
| 5e échiquier  | Jana Schneider       | 2 414     | Ulviyya Fataliyeva | 2 312     | Divya Deshmukh     | 2 298     |